# Милн, Иан
Иан Милн (англ. Ian Milne, родился 8 апреля 1954 в Беллаги) — североирландский политик, ирландский республиканец и националист.

## Биография
Уроженец Беллаги, Милн вступил в молодости в движение Фианна Эйрин — политическое крыло Официальной ИРА, но затем через год ушёл во Временную ИРА. В 1971 году он был арестован за взрыв машины, в которой сам же и путешествовал. Его отправили в тюрьму на Крамлин-Роуд, откуда он в январе 1973 года сбежал. Через год его арестовали власти Ирландии за угон полицейского автомобиля, за что он был осуждён на 5 лет. Из тюрьмы Портлаос он всё же сбежал и скрылся в Северной Ирландии. В середине 1970-х годов он был одним из трёх наиболее опасных преступников, по мнению Королевской полиции Ольстера. В 1977 году его приговорили к пожизненному лишению свободы за убийство британского солдата. Милн, отбывавший наказание в тюрьме Лонг-Кеш, участвовал в одеяльном протесте. В 1992 году он был освобождён.
В 2005 году Милн участвовал в местных выборах в Северной Ирландии и был выдвинут кандидатом от Шинн Фейн в округе Магерафельт. В 2011 году он выиграл местные выборы в городской совет, некоторое время был его председателем. В 2013 году он получил своё место в Ассамблее Северной Ирландии от Центрального Ольстера, сменив Фрэнси Моллоя.